# ملعب أغوستين توفار
ملعب أغوستين توفار (بالإسبانية: Agustín Tovar) هو استاد رياضي متعدد الاستخدامات، يستخدم غالبا لمباريات كرة القدم, يقع في مدينة باريناس, فنزويلا. يملكه نادي نادي زامورا, يتسع الملعب لـ 27,500 متفرج. وهو أحد الملاعب التسعة التي تستضيف بطولة كوبا أمريكا 2007.